# Closer to the Truth
Albums de Cher
Burlesque
(2010)
Singles
1. Woman's World
Sortie : 18 juin 2013

Closer to the Truth est le  vingt-cinquième album studio de la chanteuse et actrice américaine Cher. Sa date de sortie prévue est le 24 septembre 2013. Le premier single issu de l'album, Woman's World, a été publié aux États-Unis et au Canada le 18 juin 2013. La production de l'album a été effectuée par Timbaland, entre autres, et comprend des collaborations avec Jake Shears des Scissor Sisters et des chansons écrites par Pink.

## Liste des pistes
| No  | Titre              | Auteur                                                                 | Producteur(s)        | Durée |
| --- | ------------------ | ---------------------------------------------------------------------- | -------------------- | ----- |
| 1.  | Woman's World      | Paul Oakenfold, Anthony Crawford, Matt Morris                          | Oakenfold, JD Walker | 3:45  |
| 2.  | Take It Like a Man | Tim Powell, Tebey Ottoh, Mary Leay, Cher                               | Mark Taylor, Powell  |       |
| 3.  | My Love            | Greta Svabo Bech, Paul Barry, Dario Brigham Bowes, Lorne Brigham Bowes | Taylor               |       |
| 4.  | Dressed to Kill    | Taylor, Samuel Preston, Cher                                           | Taylor               |       |
| 5.  | Red                | Carl Ryden, Laura Pergolizzi, Marc Nelkin                              | John Crosby          |       |
| 6.  | Lovers Forever     | Cher, Shirley Eikhard                                                  | Taylor               |       |
| 7.  | I Walk Alone       | Alecia Moore, Billy Mann, Niklas Olovson, Robin Lynch                  | Mann, MachoPsycho    |       |
| 8.  | Sirens             | Nell Bryden, Patrick Mascall, Taylor, JP Jones                         | Taylor               |       |
| 9.  | Favorite Scars     | Wayne Hector, Tom Barnes, Peter Kelleher, Ben Kohn                     | TMS                  |       |
| 10. | I Hope You Fint It | Jeffrey Steele, Steven Robson, Cher                                    | Taylor               |       |
| 11. | Lie to Me          | Alecia Moore, Billy Mann                                               | Mann                 |       |

| 12. | I Don't Have to Sleep to Dream  | Bonnie McKee, Kelly Sheehan, Timothy Mosley, Jerome Harmon, Chris Godbey | Timbaland             |      |
| 13. | Pride                           | Ryden, Pergolizzi, Nelkin                                                | Ryden                 |      |
| 14. | You Haven't Seen the Last of Me | Diane Warren                                                             | Matt Serletic, Taylor | 3:30 |

| 15. | Woman's World (R3HAB Remix)       | Oakenfold, Crawford, Morris |  |  |
| 16. | Woman's World (Jodie Harsh Remix) | Oakenfold, Crawford, Morris |  |  |
| 17. | Will You Wait for Me              | Mann, Don Cook              |  |  |